# Superpuchar Polski w piłce ręcznej
Superpuchar Polski w piłce ręcznej – trofeum przyznawane zwycięskiej drużynie meczu rozgrywanego pomiędzy aktualnym Mistrzem Polski oraz zdobywcą Pucharu Polski w danym sezonie rozgrywek. Jeśli mistrzostwo oraz puchar wygra ta sama drużyna, wówczas jej przeciwnikiem zostaje finalista Pucharu Polski.

## Historia
Decyzję o organizacji pierwszej edycji Superpucharu Polski w piłce ręcznej ogłoszono 28 marca 2024 roku, podczas specjalnej konferencji prasowej w której udział wzięli: Wiceprezydent Miasta Łodzi, Joanna Skrzydlewska, Wiceprezes Związku Piłki Ręcznej w Polsce, Sławomir Szmal oraz Prezes Superligi sp. z o.o., Piotr Należyty.
Trzy pierwsze edycje Superpucharu Polski w latach 2024, 2025 i 2026 zostaną rozegrane w łódzkiej Atlas Arenie, a samo wydarzenie nosi oficjalną nazwę: Superpuchar Polski w piłce ręcznej – Łódź ’24. Pierwszy, historyczny triumfator Superpucharu Polski w piłce ręcznej został wyłoniony w meczu rozegranym 7 września 2024 roku, w którym Orlen Wisła Płock pokonała Industrię Kielce 27:23. z kolej w pierwszym finale Superpucharu Polski kobiet KGHM Zagłębie Lubin pokonało KPR Gminy Kobierzyce 23:21